# Clive Swift
Clive Walter Swift (født 9. februar 1936 – 1. februar 2019) var en engelsk skuespiller.
Uden for Storbritannien er han mest kendt for sin rolle som den meget føjelige Richard Bucket, der hele tiden gør hvad hans kone Hyacinth siger, i den britiske TV-serie Fint skal det være. Swift var også med i flere spillefilm, blandt andet spillede han rollen som Sir Ector i fantasydramaet Excalibur fra 1981. Andre film er Vejen til Indien (1981), Death Line (1971) og Frenzy (1972). Swift medvirkede også i den fjerde sæson af Doctor Who.
Swift blev født i Liverpool, søn af Lily Rebecca (née Greenman) og Abram Sampson Swift. Han blev uddannet på Clifton College and Gonville og Caius College, Cambridge, hvor han læste engelsk litteratur. Han var tidligere lærer ved Royal Academy of Dramatic Art. Hans familie var jødisk. Swift var gift med forfatterinden Margaret Drabble fra 1960 til 1975. Han var far til en datter og to sønner.
Swift døde 1. februar 2019, 82 år gammel. Han tilbragte sin sidste tid sammen med familien efter et kort ophold på St. Mary's Hospital, London.